# Ekaterine Gabachvili
Ekaterine Gabachvili (géorgien : ეკატერინე გაბაშვილი ; née Tarkhnichvili, თარხნიშვილი ; 16 juin 1851 - 7 août 1938) est une écrivaine géorgienne, une féministe et une personnalité publique qui militait à une réforme sociale en faveur de l'émancipation des femmes. 

## Biographie
Ekaterine Tarkhnichvili naît le 16 juin 1851 à Gori, en Russie impériale, dans une famille aristocratique. Elle est la fille de Revaz Tarkhnichvili et Sopio Bagraton-Davitachvili. Après avoir terminé ses études primaires, elle intègre la meilleure école de la ville, un internat privé dirigé par Mme Favre. À dix-sept ans, elle ouvre une école privée consacrée à l'éducation des enfants paysans, car elle se préoccupe des conditions de la paysannerie. Elle épouse Aleksandre Gabachvili à l'âge de dix-neuf ans. Ils auront onze enfants.

## Engagement
Son écriture est influencée par deux ouvrages sur l'émancipation des femmes qui ont été traduits en géorgien : The Enfranchisement of Women de Harriet Taylor Mill et Für und wider die Frauen de Fanny Lewald. Elle entreprend, donc, de mobiliser les femmes géorgiennes en créant des cercles de femmes à Tbilissi, Koutaïssi, Gori et Khoni, axés sur la publication et la traduction de la littérature féminine. En 1897, elle crée une école professionnelle pour femmes qui conduit à l'ouverture d'écoles pour filles dans tout le pays. 
Gabachvili est un membre actif de la Société pour l'avancement de l'apprentissage en Géorgie. En 1890, avec Anastassia Toumanichvili-Tsereteli, elle co-fonde Djedjili, une revue qui publie de la littérature pour enfants, encourageant le développement pour cette littérature en Géorgie.

## Écrits
Elle est l'auteure de plusieurs romans sentimentaux et d'histoires sur les difficultés des instituteurs de village et sur la vie paysanne. Ses romans Romance à Didikhevi et While Sorting Maize bouleversent les normes sociales de l'époque, en appelant aux libertés individuelles et à l'amour romantique.  
Dans les années 1900, elle abandonne la fiction pour l'autobiographie. Gabashvili est également connue comme l'une des premières féministes géorgiennes et militantes des droits des femmes. En 1958, un film Magdanas lurja (L'âne de Magdana), basé sur l'un des romans de Gabachvili et réalisé par Tengiz Abuladze et Revaz Chkheidze, remporte des prix aux festivals internationaux du film de Cannes et d'Édimbourg. 